# Homoneura sexmaculata
Homoneura sexmaculata är en tvåvingeart som beskrevs av Mitsuhiro Sasakawa 1991. Homoneura sexmaculata ingår i släktet Homoneura och familjen lövflugor. Inga underarter finns listade i Catalogue of Life.